# 寶敦
寶敦（1935年12月23日—2018年1月30日），越南工程師，曾出任越南共和國公共工程部長。1975年後移居美國，曾在非洲國家科特迪瓦的一家公司擔任顧問。2018年，在美國馬里蘭州逝世。

## 生平
1935年12月23日（一說3月7日），寶敦出生於越南順化。:223:94
完成中學學業後，寶敦赴法留學。1958年，寶敦畢業於法國巴黎國立橋路學院土木工程系。:2231959年，寶敦畢業於法國巴黎煉油及機械工程學院，:223隨後回國。
回國後，寶敦任職於公共工程部橋樑研究司。1963年，調任越南共和國經濟部煉油司主任。:2231963年越南共和國政變後，煉油司解散，寶敦調任計劃總局，任計劃局長助理。:2231965年，寶敦被任命爲橋樑道路總監督，
1967年，寶敦出任阮文祿內閣公共工程部長。:223:61968年，陳文香接替阮文祿擔任總理，新內閣中工程師梁世超擔任公共工程暨交通部長一職。:2離開政府後，寶敦於1969年成立了Vecco公司，擔任公司總經歷直至1975年4月。:223
和家人移居美國後，寶敦在非洲科特迪瓦的一家公司擔任顧問。後來寶敦回到美國，從事新興的計算機行業直至退休。
2018年1月30日，寶敦在美國馬里蘭州銀泉去世。

## 個人生活
根據1974年出版的《越南名人錄》，寶敦爲佛教徒，已婚，有兩個子女。:223

## 外部鏈接
- AHCC Bửu Đôn, (1935 - 2018) （页面存档备份，存于）